# Lasius occultatus
Lasius occultatus är en myrart som först beskrevs av Oswald Heer 1850.  Lasius occultatus ingår i släktet Lasius och familjen myror.

## Underarter
Arten delas in i följande underarter:
- L. o. occultatus
- L. o. parschlugianus